# Tro xương
Tro xương là một loại vật liệu màu trắng được sản xuất bằng thiêu kết xương. Thông thường tro xương chứa khoảng 55,82% calci oxit; 42,39% phosphor pentoxit và 1,79% nước. Thành phần chính xác của các hợp chất này phụ thuộc vào loại xương được sử dụng, nhưng nói chung công thức cho tro xương là Ca5(OH)(PO4)3. Tro xương thường có tỷ trọng riêng khoảng 3,10 g/mL và điểm nóng chảy khoảng 1.670 °C (3.038 °F). Phần lớn xương vẫn giữ được cấu trúc tế bào của nó sau thiêu kết.

## Sử dụng
Tro xương có nhiều ứng dụng, chẳng hạn làm phân bón, đánh bóng các hợp chất hoặc sử dụng trong sản xuất sứ xương (bone china). Ngoài ra, tro xương cũng có thể sử dụng làm lớp che phủ bảo vệ cho các thiết bị kim loại, các công cụ hoặc xung quanh một sàn như là lớp gờ trang trí. Trong hoàn cảnh này, tro xương có vai trò như là vật liệu trám kín cho các mối nối hay các vết nứt.
Trong vai trò của một vật liệu che phủ dạng bột, tro xương có nhiều đặc tính độc đáo. Trước hết, loại bột này có tính ổn định nhiệt cao, vì thế nó vẫn duy trì hình dạng của mình ở các nhiệt độ rất cao. Lớp che phủ dạng bột này tự bản thân nó bám dính tốt vào kim loại và không bị thấm, bị phai, gây ra ăn mòn nhiều hơn hoặc tạo ra các vệt dễ thấy. Sử dụng tro xương cũng dễ dàng, do nó ở dạng bột rất dễ để dọn dẹp và không chia tách ra thành các phần nhỏ hơn (vì thế không cần phải có sự phối trộn bổ sung).
Nguyên liệu để sản xuất sứ xương là khoảng 50% tro xương thu được từ xương động vật. Những khúc xương này phải trải qua một quy trình nhiều công đoạn để loại bỏ toàn bộ thịt còn bám vào để trở thành xương sạch. Sau khi đã làm sạch, xương được nung nóng tới khoảng 1.000 °C (1.832 °F) sao cho tất cả các loại vật chất hữu cơ còn sót lại đều bị loại bỏ khỏi xương và xương trở thành vô trùng. Sau đó xương đã vô trùng này được nghiền với nước thành các hạt mịn để làm nguyên liệu sản xuất sứ xương. Tro xương có vai trò quan trọng trong sản xuất sứ xương, do phosphat của tro xương sẽ tạo ra beta tricalci phosphat, và các hợp chất khác từ tro xương tạo ra các tinh thể của hợp chất với calci gọi là anorthit (CaAl2Si2O8). Các vật liệu thay thế cho tro xương là dicalci phosphat và tricalci phosphat tổng hợp. Ngày nay, phần lớn sứ xương được sản xuất bằng các vật liệu tổng hợp thay thế này chứ không phải từ tro xương.
Tro xương cũng có thể sử dụng làm phân bón hoặc có thể được xử lý tiếp bằng axit sulfuric để cho phép loại phân bón này thấm vào đất tốt hơn. Ngoài các chất dinh dưỡng có trong tro xương thì một thực tế rằng tro xương là chất bột khô và mịn làm cho nó trở thành một loại phân bón tốt cho cây cối.